# Canadese voetbalbond
De Canadian Soccer Association (Engels) of Association canadienne de soccer (Frans) is de nationale voetbalbond van Canada. De organisatie is lid van de FIFA en heeft haar hoofdkwartier in Ottawa. De bond bestuurt het Canadese voetbal op het internationale, professionele en amateurniveau en is verantwoordelijk voor veldvoetbal, zaalvoetbal en strandvoetbal.
De voetbalbond werd opgericht in mei 1912 en sloot zich op 31 december 1912 bij de FIFA aan. In 1926 stapte de bond uit de FIFA, om er pas opnieuw bij aan te sluiten in 1948. Ze is daarenboven stichtend lid van de CONCACAF, die opgericht werd 1961.
De voetbalbond overziet het nationaal mannen- en vrouwenelftal, evenals de nationale professionele mannencompetities, namelijk de Canadian Premier League en het Canadian Championship. Daarnaast is de bond verantwoordelijk voor de National Championships, zijnde de nationale voetbalbekers tussen de beste amateurclubs (voor jongeren-, volwassenen- en seniorenteams). De belangrijkste National Championships zijn de Challenge Trophy (mannen) en Jubilee Trophy (vrouwen).
De Canadese voetbalbond is tevens de overkoepelende entiteit voor de provinciale bonden (zoals de voetbalbond van Newfoundland en Labrador).

## President
De huidige (juni 2024) president is Charmaine Crooks, zij bekleedt die functie sinds 2023.